# Програма Плюс
«Програма Плюс» — кременчуцька україномовна рекламно-інформаційна газета. Тижневик, виходить щоп'ятниці. Наклад: 11 000 примірників.

## Історія
Засновано газету було Мельник Тамарою Миколаївною 1996 року.

## Зміст
Виходить газета на 24 аркушах формату А3.
Наповненням газети є новини Кременчука, програма телепередач, оголошення, погода у Кременчуці, реклама, поради.